# Vegard Ulvang
Vegard Ulvang (Kirkenes, 10 ottobre 1963) è un ex fondista norvegese.
Vincitore di tre titoli olimpici, alla cerimonia di apertura dei XVII Giochi olimpici invernali di Lillehammer 1994 ha recitato il giuramento olimpico.
È marito della fondista e biatleta Grete Ingeborg Nykkelmo, a sua volta sciatrice nordica di alto livello.

## Biografia

### Carriera sciistica
In Coppa del Mondo ha ottenuto il primo risultato di rilievo il 25 febbraio 1984 nella 30 km di Falun (16°), il primo podio il 15 gennaio 1986 nella 5 km a tecnica libera di Bohinj (3°) e la prima vittoria il 7 gennaio 1989 nella 15 km a tecnica classica di Kavgolovo. Vincitore della Coppa del Mondo nel 1990, nel 1989 e nel 1992 si è classificato al secondo posto.
In carriera ha partecipato a tre edizioni dei Giochi olimpici invernali, Calgary 1988 (7° nella 15 km, 3° nella 30 km, 4° nella 50 km, 6° nella staffetta), Albertville 1992 (1° nella 10 km, 1° nella 30 km, 9° nella 50 km, 2° nell'inseguimento, 1° nella staffetta) e Lillehammer 1994 (7° nella 10 km, 10° nella 50 km, 2° nella staffetta) e a cinque dei Campionati mondiali, vincendo otto medaglie.

### Altre attività
Dopo il ritiro dallo sci professionistico ha dato vita a una sua linea di abbigliamento sportivo.

## Palmarès

### Olimpiadi
- 6 medaglie:
  - 3 ori (10 km[4], 30 km[4], staffetta[4] ad Albertville 1992)
  - 2 argenti (inseguimento[4] ad Albertville 1992; staffetta[4] a Lillehammer 1994)
  - 1 bronzo (30 km[4] a Calgary 1988)

### Mondiali
- 8 medaglie:
  - 2 ori (staffetta[4] a Val di Fiemme 1991; staffetta[4] a Falun 1993)
  - 2 argenti (30 km[4] a Lahti 1989; 30 km[4] a Falun 1993)
  - 4 bronzi (staffetta[4] a Oberstdorf 1987; 15 km TC[4] a Lahti 1989; 30 km[4] a Val di Fiemme 1991; 10 km[4] a Falun 1993)

### Coppa del Mondo
- Vincitore della Coppa del Mondo nel 1990
- 27 podi (24 individuali, 3 a squadre[5]), oltre a quelli conquistati in sede olimpica e iridata e validi ai fini della Coppa del Mondo:
  - 8 vittorie (7 individuali, 1 a squadre)
  - 13 secondi posti (12 individuali, 1 a squadre)
  - 6 terzi posti (5 individuali, 1 a squadre)

#### Coppa del Mondo - vittorie
| Data             | Luogo               | Paese            | Disciplina                                                     |
| ---------------- | ------------------- | ---------------- | -------------------------------------------------------------- |
| 7 gennaio 1989   | Kavgolovo           | Unione Sovietica | 15 km TC                                                       |
| 4 marzo 1989     | Oslo                | Norvegia         | 50 km TL                                                       |
| 16 marzo 1991    | Oslo                | Norvegia         | 50 km TC                                                       |
| 8 dicembre 1991  | Silver Star         | Canada           | 10 km TC                                                       |
| 9 dicembre 1991  | Silver Star         | Canada           | 25 km TC                                                       |
| 14 marzo 1992    | Vang                | Norvegia         | 50 km TC                                                       |
| 12 dicembre 1992 | Ramsau am Dachstein | Austria          | 10 km TL                                                       |
| 24 marzo 1995    | Sapporo             | Giappone         | 4x10 km (con Bjørn Dæhlie, Kristen Skjeldal e Thomas Alsgaard) |

Legenda:

TC = tecnica classica

TL = tecnica libera

### Campionati norvegesi
- 17 medaglie[senza fonte]:
  - 9 ori[senza fonte]
  - 6 argenti[senza fonte]
  - 2 bronzi[senza fonte]

## Riconoscimenti
- Premiato con la medaglia Holmenkollen nel 1991